# Четвериков, Сергей Иванович
Серге́й Ива́нович Четверико́в (1850, Перемышль — 1929, Шардонне (англ. Chardonne), Швейцария) — русский промышленник, общественно-политический деятель, меценат.

## Биография
Предпринимательская династия Четвериковых началась с его деда, Ивана Васильевича, основавшего в 1831 году сукновальную фабрику в Городищах на реке Клязьме (Богородского уезда Московской губернии).
В 1867 году С. И. Четвериков окончил 3-ю московскую реальную гимназию, что не давало права поступления в университет без сдачи дополнительных экзаменов по программе классических гимназий. Был разносторонне одарен, увлекался музыкой и
в течение сорока лет состоял членом Русского музыкального общества. После смерти отца, в 1871 году он возглавил фамильное предприятие — Городищенскую суконную фабрику; переоборудовал её по западноевропейским стандартам, пересмотрел систему отношений хозяина с рабочими: сократил рабочий день на фабрике с 12 до 9 часов без сокращения заработной платы, отменил ночные работы для женщин и подростков, основал фабричную школу, ввёл сдельную оплату труда. Позднее, в 1907 году он одним из первых в мире и первым в России внедрил американскую систему партнерства, сделав рабочих участниками в прибылях фабрики. Им отчислялось 20 %, а мастерам и высшим служащим 10 % из чистой прибыли.
В 1893 году, после трагической гибели известного московского городского головы Н. А. Алексеева, он занял его место и стал председателем в правлениях Товарищества «Владимир Алексеев» и Даниловской камвольной прядильни. В 1908 году организовал в Сибири овцеводческое хозяйство, откуда на московские предприятия стала поступать шерсть, превосходившая по качеству австралийскую — признанного мирового лидера мериносового овцеводства.
После Кровавого воскресенья 9 января 1905 года по его инициативе Николаю II была послана телеграмма от имени московских торгово-промышленных кругов с протестом против расстрела рабочих. Вместе с С. Т. Морозовым и П. П. Рябушинским, он подготовил правительству записку о необходимости проведения коренных политических реформ, обеспечивающих свободу слова, печати, союзов, совести.
С. И. Четвериков был членом Московского Биржевого общества и гласным Московской Городской Думы, состоял членом Московского отделения Совета торговли и мануфактур, Московского столичного и губернского присутствий по фабрично-заводским делам, товарищем председателя совета Московского Коммерческого института; был членом Московского общества распространения коммерческого образования.
Один из создателей и член ЦК «Союза 17 октября» (1906), с 1912 года — член ЦК Партии прогрессистов. В III Государственной Думе Четвериков — один из лидеров фракции прогрессистов, член ЦК Московского отдела. В 1908 году в брошюре «Община и собственность» он поддержал аграрную программу П. А. Столыпина.
После Октябрьской революции он возглавил делегацию, добивавшуюся освобождения из Петропавловской крепости А. И. Коновалова и С. Н. Третьякова. Зимой 1918 года он был арестован, в начале 1919 года провёл несколько дней в камере смертников на Лубянке в ожидании расстрела. После «отсидки» Сергей Иванович потерял
слух, лишившись главной радости жизни — музыки. Его дочь Мария Сергеевна смогла в 1922 году добиться разрешения вывезти отца в Швейцарию, где жила ее семья. В эмиграции С. И. Четвериков писал статьи, работал над мемуарами («Безвозвратно ушедшая Россия». — Берлин, 1922).
Умер в декабре 1929 года в Шардонне, близ Веве (Швейцария).

## Семья
Жена: Мария Александровна Алексеева, родная сестра Николая Александровича Алексеева, московского городского головы, и двоюродная сестра К. С. Станиславского.
Дети:
- Иван (1875—1945). 1-я жена Екатерина Александровна Пельтцер (23.09.1878—1962), 2-я жена Юзефа Горска из Варшавы. Умер, видимо, в Варшаве. Похоронен в Берлине близь г. Тегель[7].
- Сергей (1880—1959) — выдающийся учёный (биология, генетика). Репрессирован[8].
- Николай (07(19).10.1885—01.05.1973) — математик, специалист по статистике. Помогал брату Сергею обрабатывать данные генетических исследований. Репрессирован[9]. Профессор МГУ. Жена Вера Алексеевна Саверина (1886—1929 или 1934?)[7].
- Мария — эмигрировала с родителями, по мужу Майкова[10]